# Alain-Robert-Etienne Devaux
Alain-Robert-Etienne Devaux, francoski general, * 1. november 1895, † 9. julij 1962.